# Log pri Brezovici
Log pri Brezovici je naselje v Občini Log - Dragomer.
- Cerkev v Logu pri Brezovici